# Jan-Wellem-Denkmal (Düsseldorf)

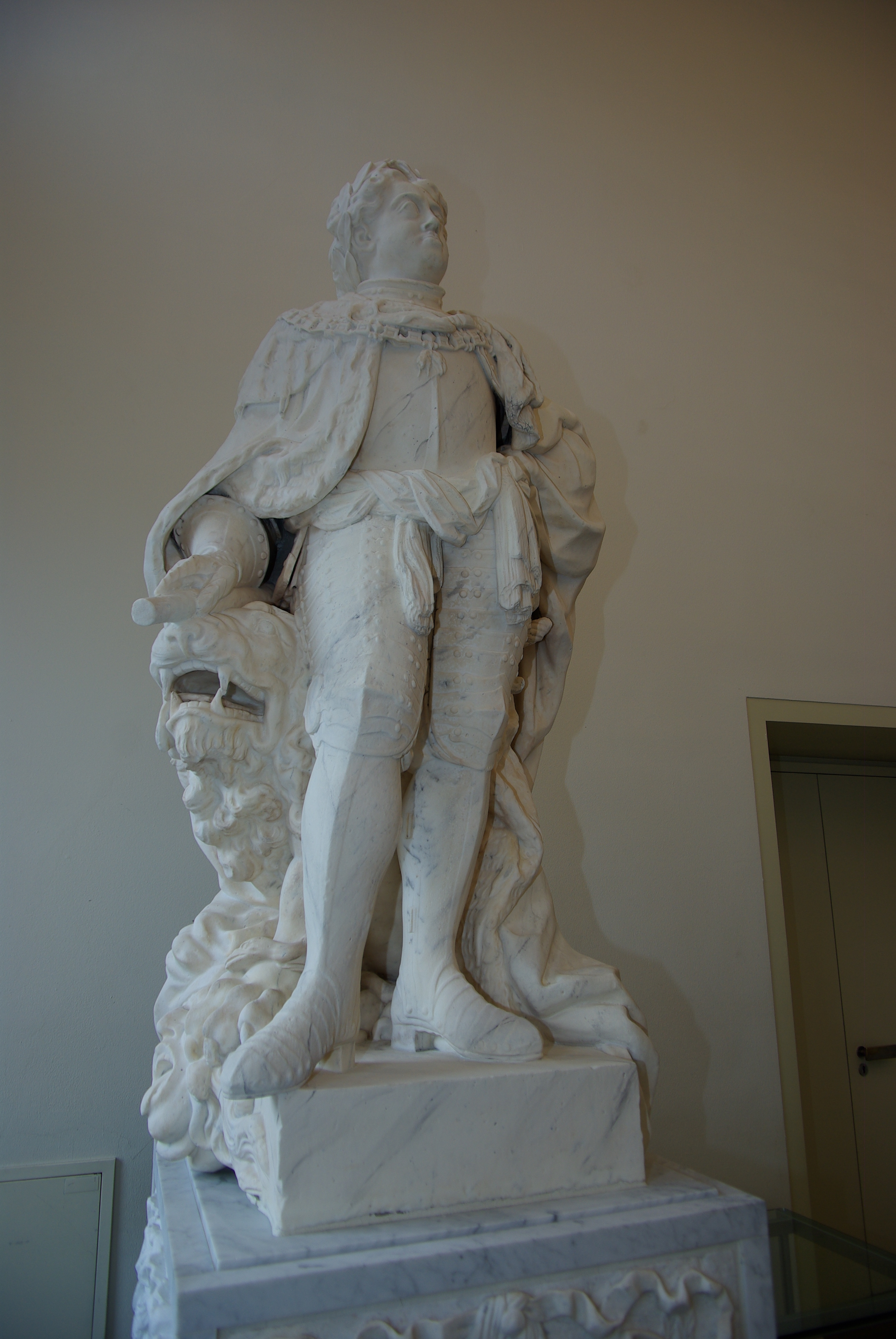
Jan-Wellem-Statue im Düsseldorfer Rathaus

Das Jan-Wellem-Denkmal im Düsseldorfer Rathaus wurde vom Bildhauer Gabriel de Grupello nach 1697/vor 1708 fertiggestellt. Die Marmorstatue stellt Johann Wilhelm von Pfalz-Neuburg dar, von den seinerzeit Niederfränkisch sprechenden Düsseldorfern Jan Wellem genannt, Kurfürst von der Pfalz und Herzog von Jülich-Berg.

## Beschreibung
Das barocke Standbild wurde in der Mitte des Innenhofes der Gemäldegalerie am Düsseldorfer Schloss aufgestellt, nachdem die dort zuvor platzierte Grupello-Pyramide 1738 nach Mannheim verbracht worden war. In 1911 sollte Jan Wellem erst vor dem Schloss Jägerhof aufgestellt werden, gelangte jedoch in den gerade erst verkürzten Garten hinter dem Galeriegebäude, dem Hof der Kunstgewerbeschule. Am 12. März 1941 wurde die Jan-Wellem-Statue dort abgebaut uns ins Kunstmuseum gebracht. Nach dem Zweiten Weltkrieg, um 1960, wurde die Marmorstatue in den Saal im ersten Stock des Rathauses aufgestellt. Bis dahin schrieb man irrtümlich das Werk noch dem Bildhauer Josef Bäumgen (1714–1789) zu, der aber lediglich die Reliefplatten im Jahre 1780 geschaffen hatte. Nach heutigem Stand handelt es sich um ein originales Werk von Gabriel de Grupello. 
Die Gestalt ist lebensgroß und untersetzt. Sie steht in voller Rüstung und herabfallendem Mantel. Die rechte Hand hält einen Marschallstab. Der linke Arm ist in die Seite gestützt. Das Haupt des Herrschers krönt ein Lorbeerkranz. Die Brust des Geehrten schmückt die Kette des Ordens vom Goldenen Vlies. Seitlich taucht der Kopf eines Löwen auf, des Wappentiers Bergs, Jülichs und der Kurpfalz. Im historischen Museum waren die Marmorplatten des früheren Sockels aufgestellt, die Embleme des Krieges und der Schönen Künste darstellten.

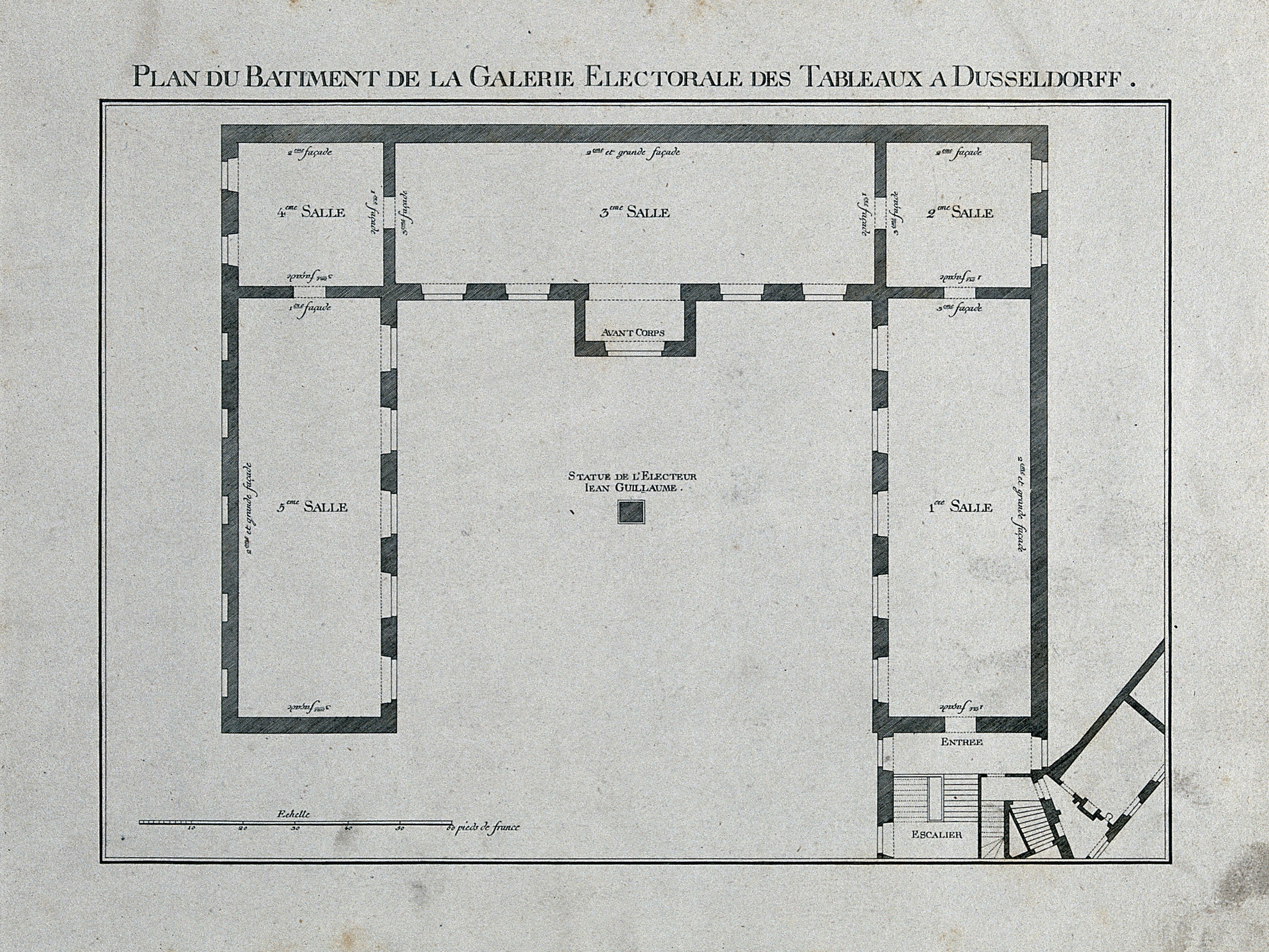
Plan des Gebäudes der kurfürstlichen Gemäldegalerie
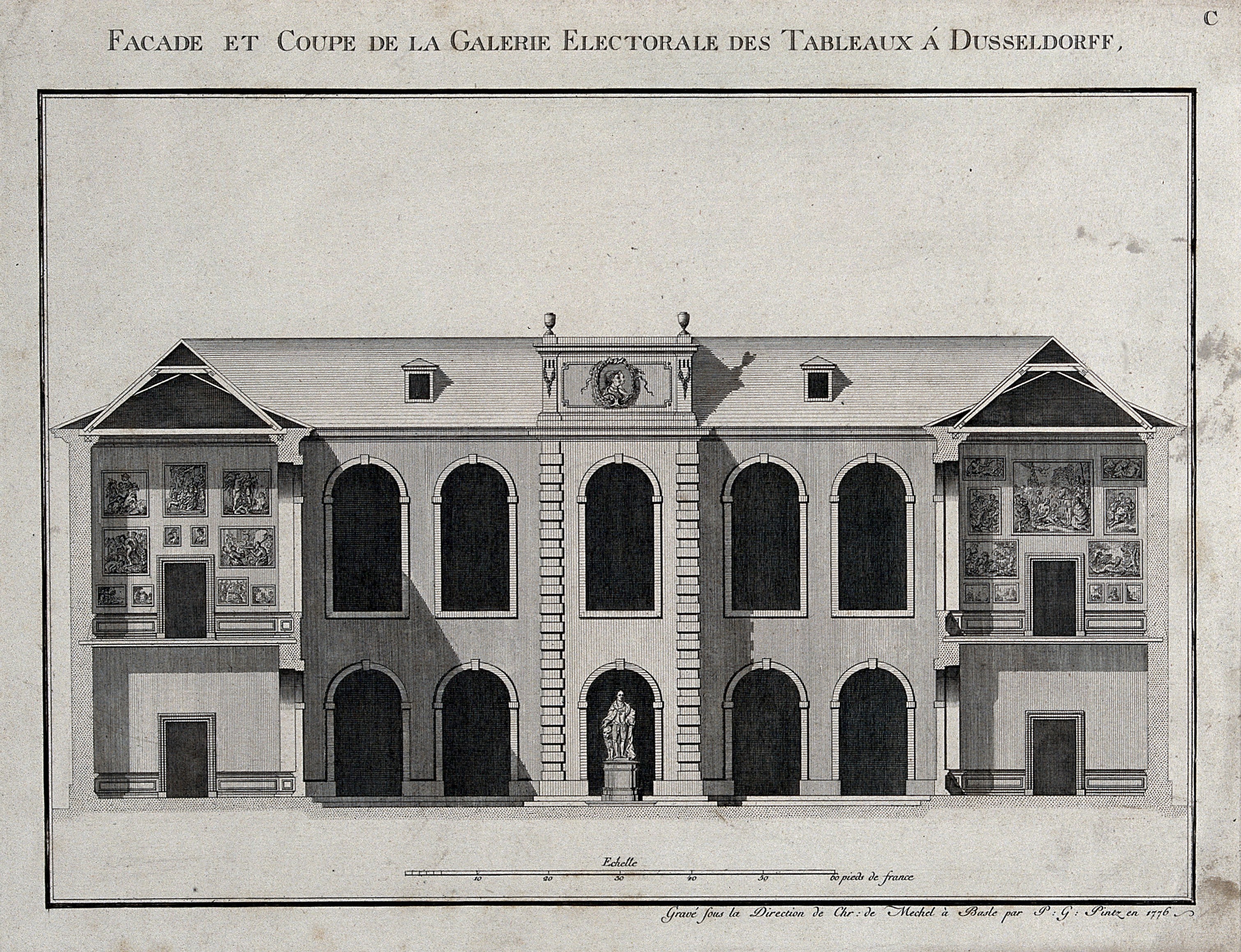
Die kurfürstliche Gemäldegalerie, Mittig die Jan Wellem Statue (Kupferstich von 1776)
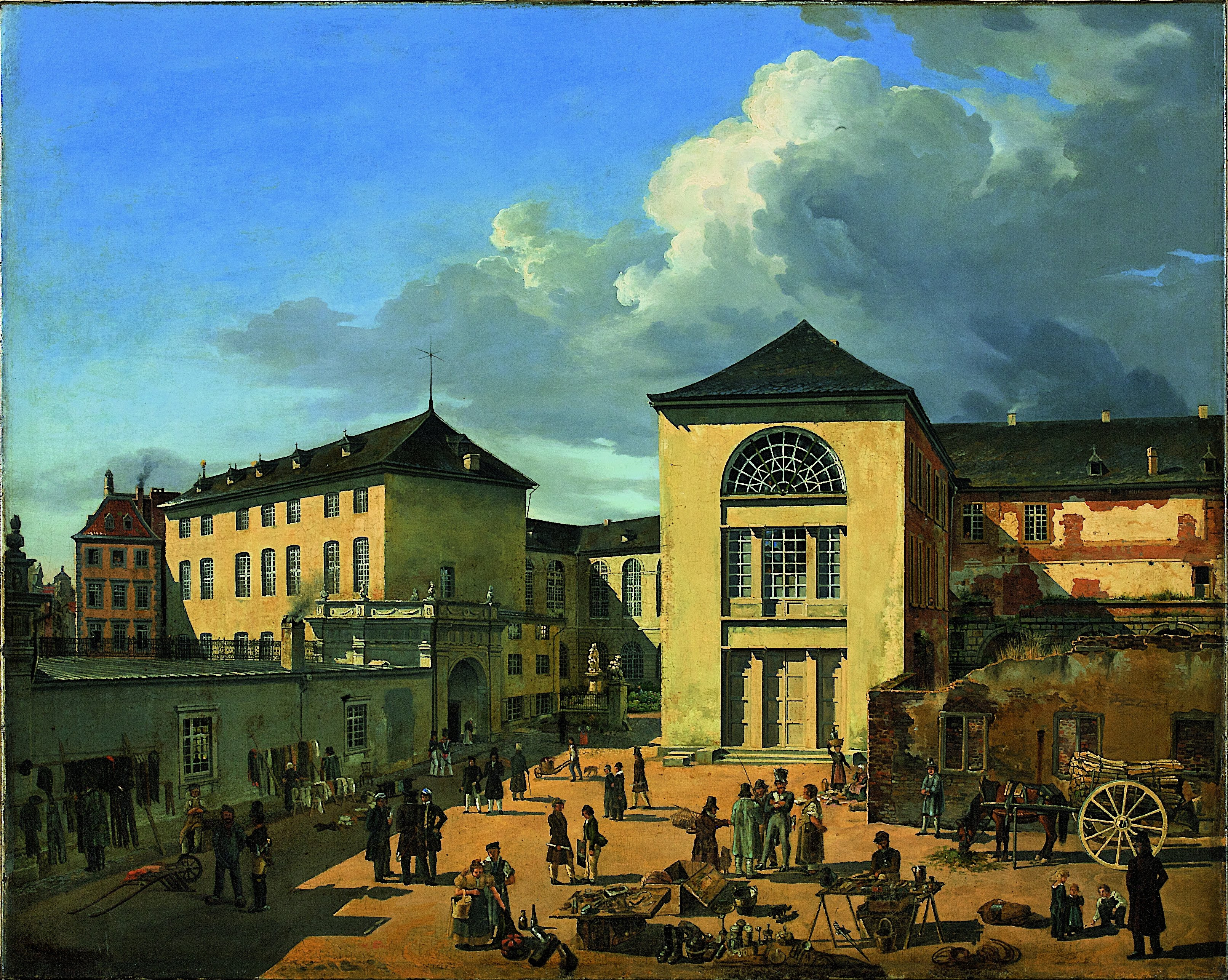
Der Akademiehof mit Jan-Wellem-Denkmal, Andreas Achenbach (1831)
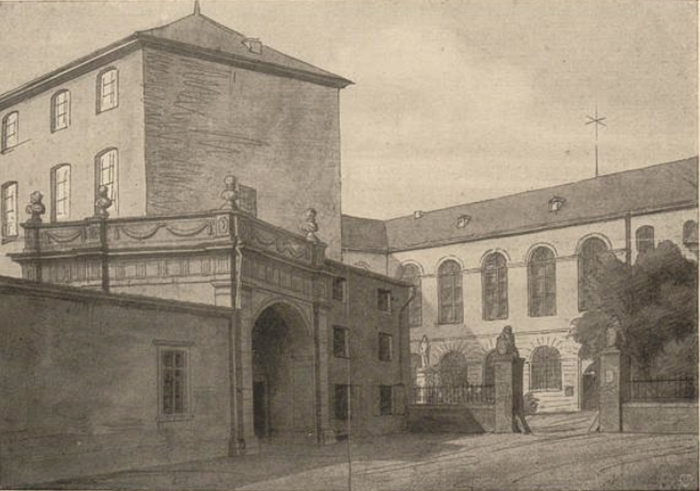
Blick in den Hof der Gemäldegalerie mit Statue (zwischen 1860 und 1870)
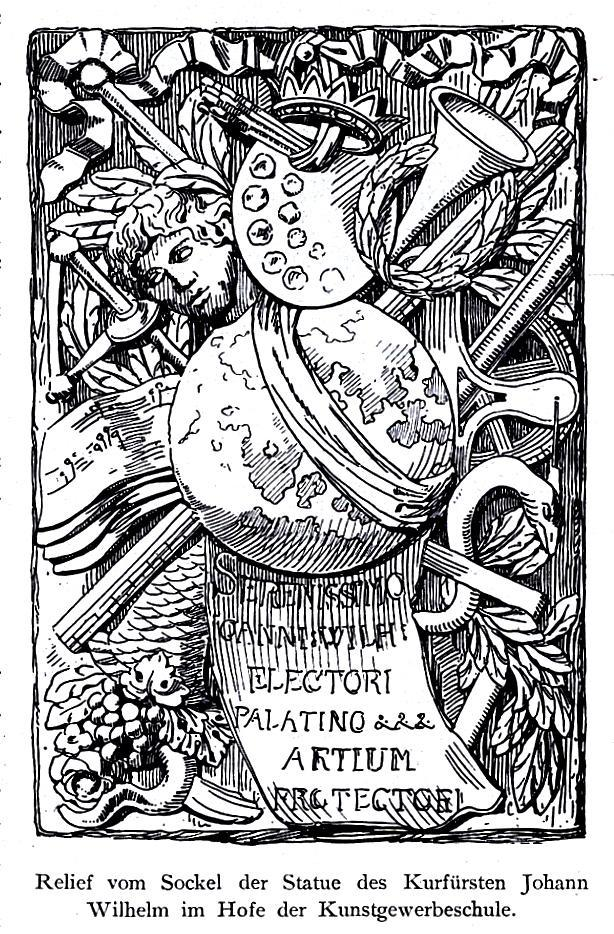
Relief vom Sockel
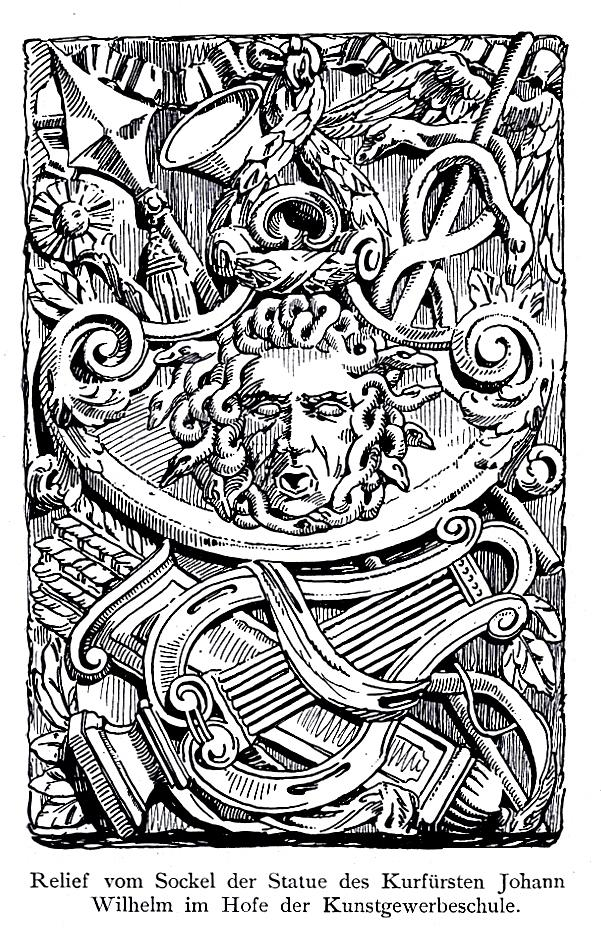
Anderes Relief vom Sockel
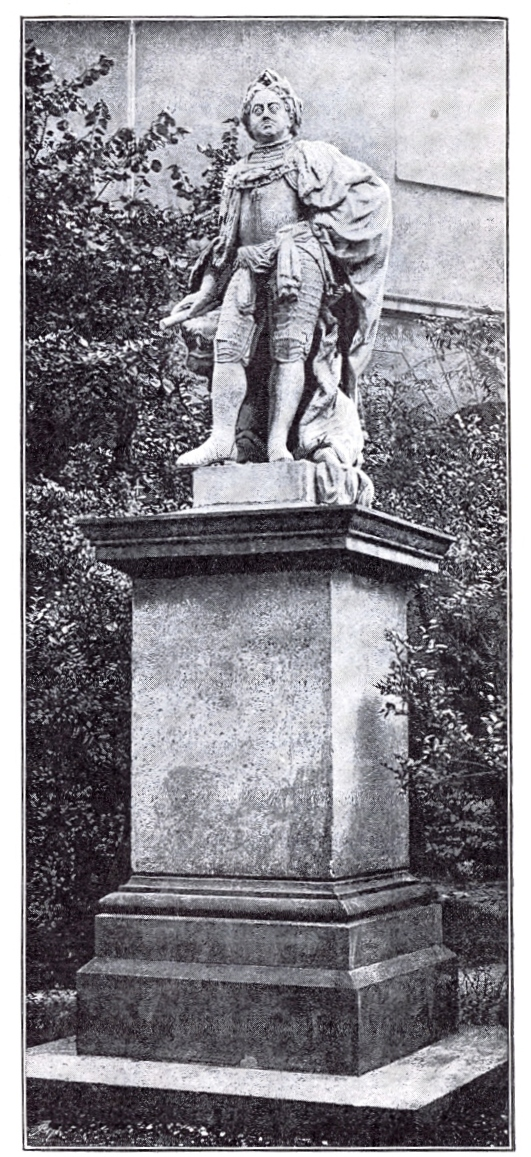
Das ehemalige Jan-Wellem-Denkmal im Hof der Kunstgewerbeschule (vor 1900, zu dieser Zeit waren die Marmorreliefs vom Sockel verschollen)